# Emmanouil Pappas
Emmanouil Pappas (in greco Εμμανουήλ Παππάς?) è un comune della Grecia situato nella periferia della Macedonia Centrale (unità periferica di Serres) con 19053 abitanti secondo i dati del censimento 2001.
A seguito della riforma amministrativa detta Programma Callicrate in vigore dal gennaio 2011 che ha abolito le prefetture e accorpato numerosi comuni, la superficie del comune è ora di 338 km² e la popolazione è passata da 11789 a 19053 abitanti